# St. Matthias (Neuwied)

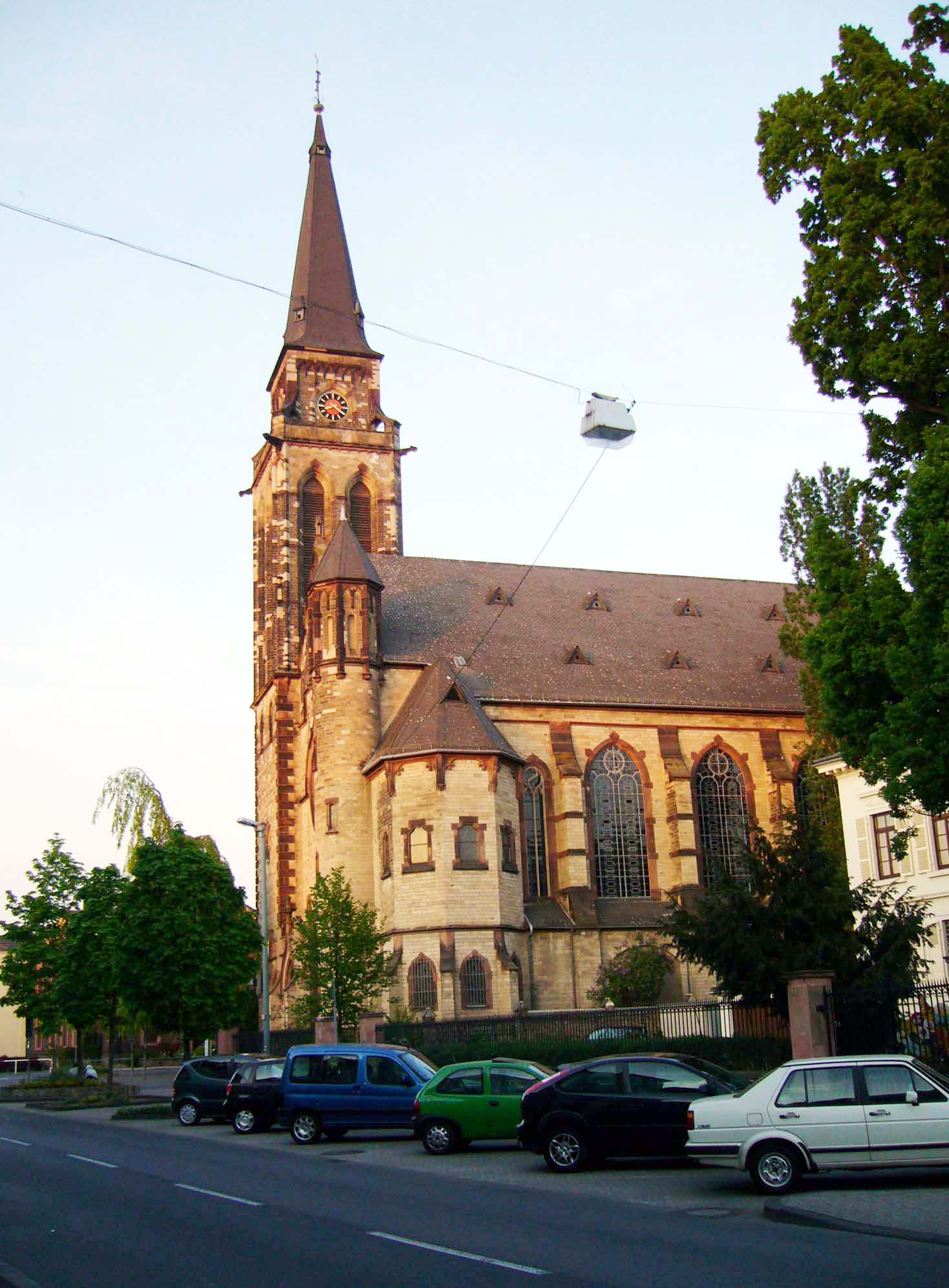
Pfarrkirche St. Matthias in Neuwied

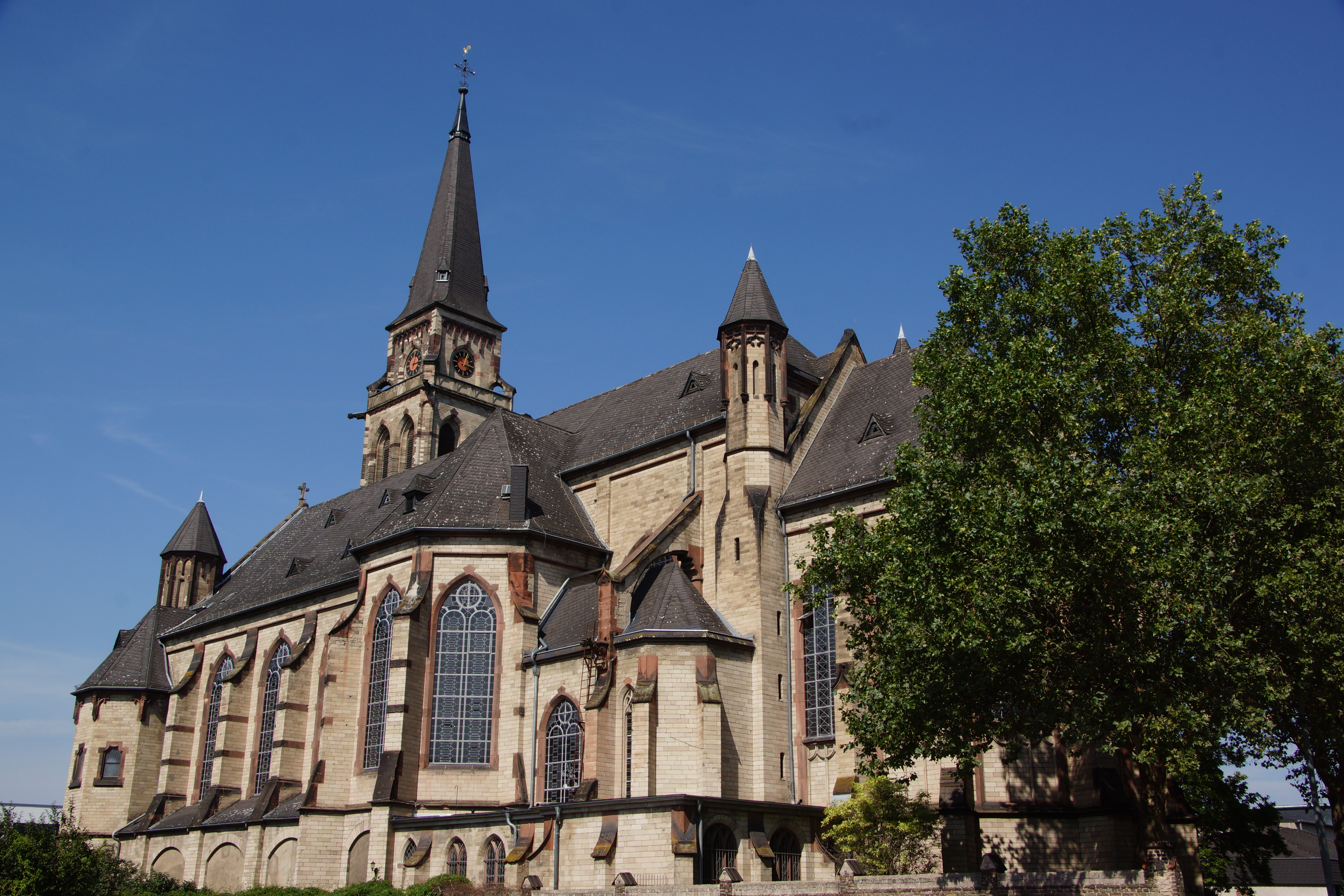
St. Matthias

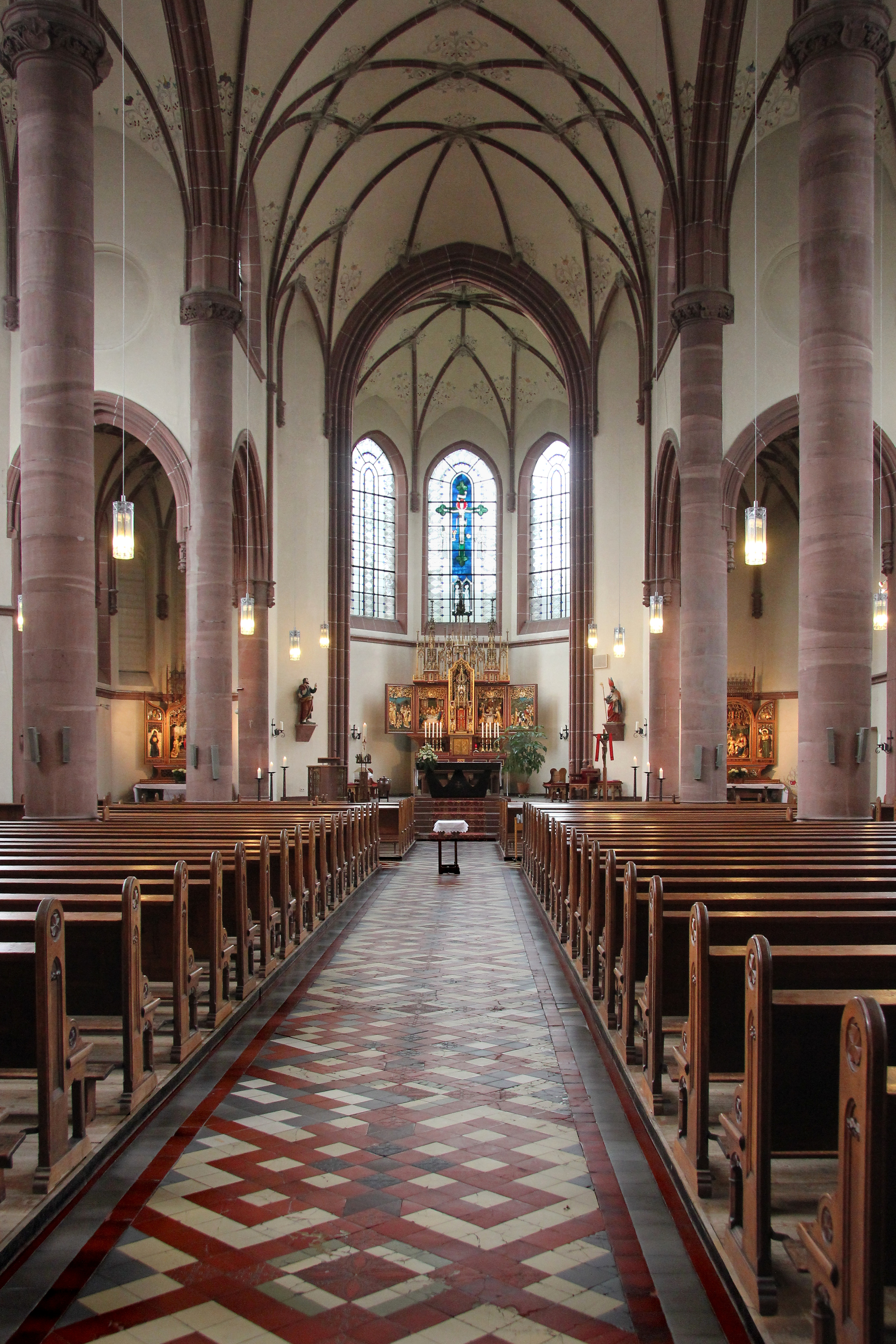
Langhaus und Chor

Die Pfarrkirche St. Matthias in der Innenstadt von Neuwied in Rheinland-Pfalz wurde 1901 nach Entwurf des Kölner Architekten Heinrich Krings in spätgotischen Formen errichtet und steht heute unter Denkmalschutz. Die katholische Kirche gehört zum Dekanat Rhein-Wied im Bistum Trier.

## Geschichte
Für die Entwicklung der 1653 gegründeten Stadt Neuwied war das von Graf Friedrich III. zu Wied im Jahr 1662 erlassene freiheitliche Stadtrecht von Bedeutung, das Anhängern sämtlicher Konfessionen erlaubte, sich in der Stadt der protestantischen Grafen niederzulassen. Die erste Kirche war die im Jahr 1684 erbaute lutherische Kirche am Neuwieder Marktplatz.
Katholiken bildeten damals eine Minderheit, ihre Gottesdienste hielten sie im benachbarten Irlich ab, das unter kurtrierischer Hoheit stand und katholisch war. Im Jahr 1682 erteilte der Graf zu Wied den Katholiken die Erlaubnis, auf eigene Kosten eine Kirche und eine Schule zu errichten, sobald sie 130 Bürger zählten und 65 Häuser in der Stadt errichtet hätten. Auf einem Grundstück außerhalb der damals bebauten Stadt (heute obere Marktstraße) begannen sie 1701 mit dem Bau ihrer ersten Kirche, einem schlichten Gotteshaus mit einem Satteldach und drei Spitzbogenfenstern auf jeder Seite.
Im Jahr 1843 kam der Wunsch nach einem Kirchenneubau auf. In Neuwied lebten zu der Zeit 2300 Katholiken, die Stadt zählte insgesamt rund 7000 Einwohner. Aus Kostengründen ließen sich die ersten Pläne nicht verwirklichen, stattdessen wurde 1852 nach einer Spendensammlung die alte Kirche auf die doppelte Länge vergrößert. Für einen Neubau wurde 1888 an der Heddesdorfer Straße ein Grundstück erworben, 1897 kam es zur Ausschreibung eines Architektenwettbewerbs. Die neue Kirche sollte ausreichend Platz für 2500 Gläubige haben. Den Wettbewerb gewann der Kölner Regierungsbaumeister Heinrich Krings, der mit der Ausführung beauftragt wurde.
Der Grundstein für die neue Kirche wurde am 5. November 1898 gelegt. Die alte Kirche wurde wegen zunehmender Baufälligkeit abgerissen und die neue Pfarrkirche St. Matthias am 15. September 1901 vorzeitig eingesegnet. Die Konsekration vollzog am 24. April 1904 der Trierer Weihbischof Karl Ernst Schrod.
Im Zweiten Weltkrieg nahm die Matthiaskirche bei Luftangriffen auf Neuwied im September 1944 und späterem Bombardement und Artilleriebeschuss größeren Schaden, der zum weitgehenden Verlust des Maßwerks und der Fenster führte sowie Schäden im Inneren des Baus, am Turmhelm und am Dach hinterließ.
In den 1950er-Jahren wurde die Kirche renoviert. Eine zweite umfassende Restaurierung und Neugestaltung des Kirchenraums zwischen 1977 und 1979 stand im Zeichen einer Re-Historisierung.

## Bau und Ausstattung

### Baubeschreibung
Die Pfarrkirche St. Matthias in Neuwied ist eine dreischiffige, spätgotische Formen aufgreifende Hallenkirche mit kurzen, polygonal abschließenden Querschiffarmen und einer basilikal gestalteten Choranlage.
Der im Sinne des Späthistorismus malerisch empfundene Außenbau aus Tuffstein und Sandstein wird beherrscht von einem 68 Meter hohen Glockenturm, der als Eckpfeiler an der angrenzenden Straßenkreuzung steht. Die rötlichen Eckquaderungen kontrastieren mit dem hellen Tuffstein des Mauerwerks. Das Gesims gibt dem Turm eine horizontale Gliederung. Der Turm begrenzt die der Heddesdorfer Straße zugewandte asymmetrische Hauptfassade an ihrer linken Seite. Die rechte Begrenzung der Fassade bildet ein rundes Treppentürmchen. Der Eingang ist in Form einer dreiachsigen Portalanlage mit Altan gestaltet. Über dem mittleren Arkadenbogen befindet sich eine vermauerte Fensterrose, darüber steht in einer Nische der Außenwand die Statue des Apostels und Kirchenpatrons Matthias, die im Jahr 2008 restauriert wurde. Darüber hinaus zieren zahlreiche Details den sich insgesamt durch seine Asymmetrie und Differenziertheit auszeichnenden Baukörper.
Im Inneren ist St. Matthias eine dreischiffige, leicht gestaffelte Hallenkirche von 57 m Länge und 23 m Breite. Das Gewölbe über dem Mittelschiff ist 19,50 m hoch. Der Wandaufbau ist zweigeschossig. Die sparsame neugotische Ausmalung wurde im Jahr 1979 von der Restauratorin Gisela Heinrich-Schreyögg neu geschaffen.

### Ausstattung
- Der Chor nimmt das wichtigste Ausstattungsstück auf, den neugotischen Hochaltar. Dieser Altar, die beiden Nebenaltäre und die hölzerne Kanzel wurden 1903 gefertigt.
- Das Altarretabel des Hauptaltars steht auf einer durch sechs dunkle Säulen mit hellen Basen und Blattkapitellen gegliederten Mensa, die in der Mitte die Figur des Pelikans zeigt, der seine Jungen mit seinem eigenen Brustfleisch nährt (Symbol der Aufopferung Christi). Auf der hölzernen Predella zeigen sich von links nach rechts die vier Kirchenväter Ambrosius, Hieronymus, Augustinus und Gregor als Halbfiguren.
- Die schlichteren Nebenaltäre der Seitenkapellen sind Maria (Nordseite) und Josef (Südseite) geweiht.
- Die geschnitzte neugotische Kanzel verfügte über einen hohen Schalldeckel und einen Korb mit Darstellungen der vier Evangelisten.
- Eine aus der alten Pfarrkirche stammende hölzerne Madonna auf der Mondsichel stammt aus der ersten Hälfte des 18. Jahrhunderts und wurde bei dem Kölner Maler Johann Hansen restauriert.

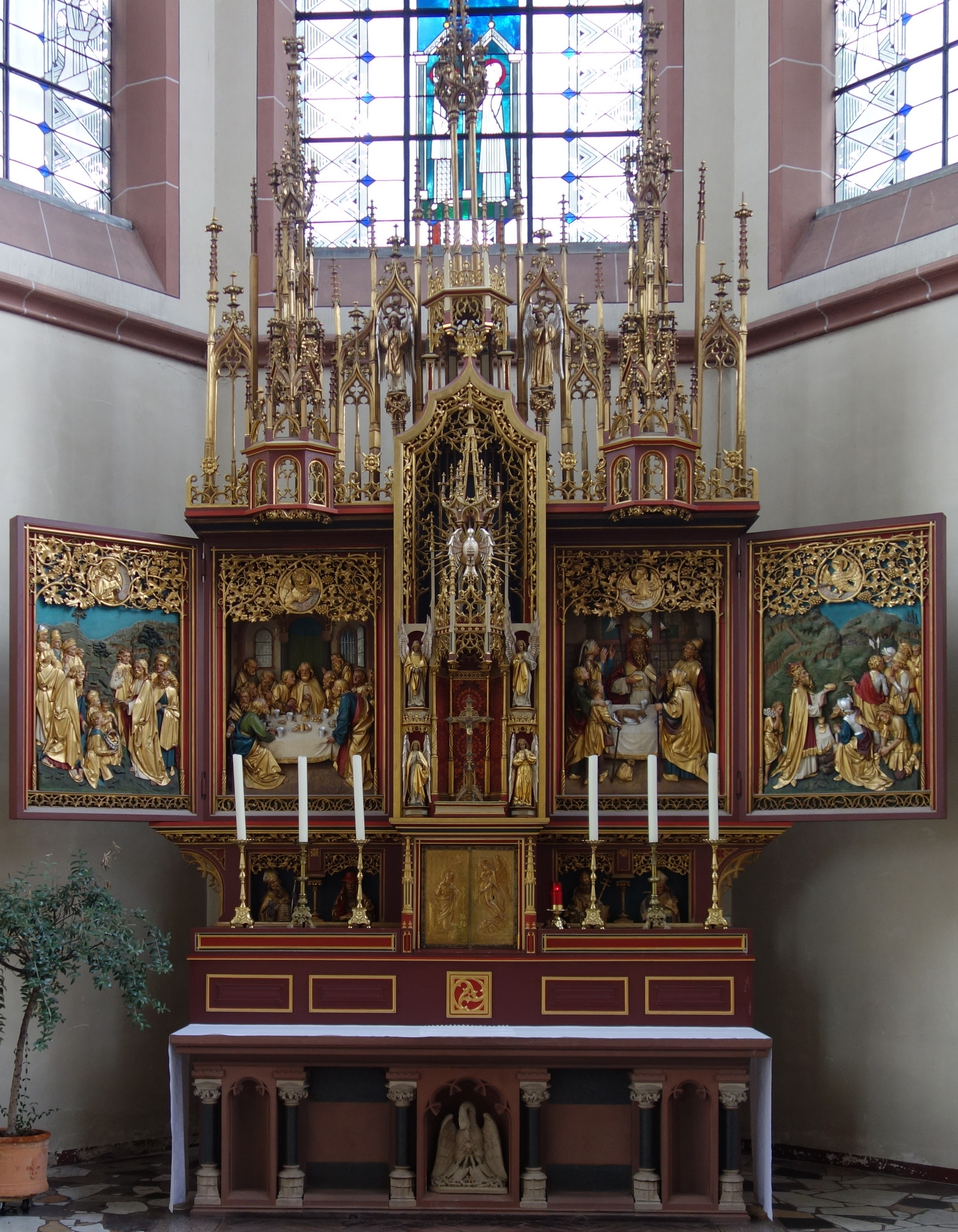
Hauptaltar
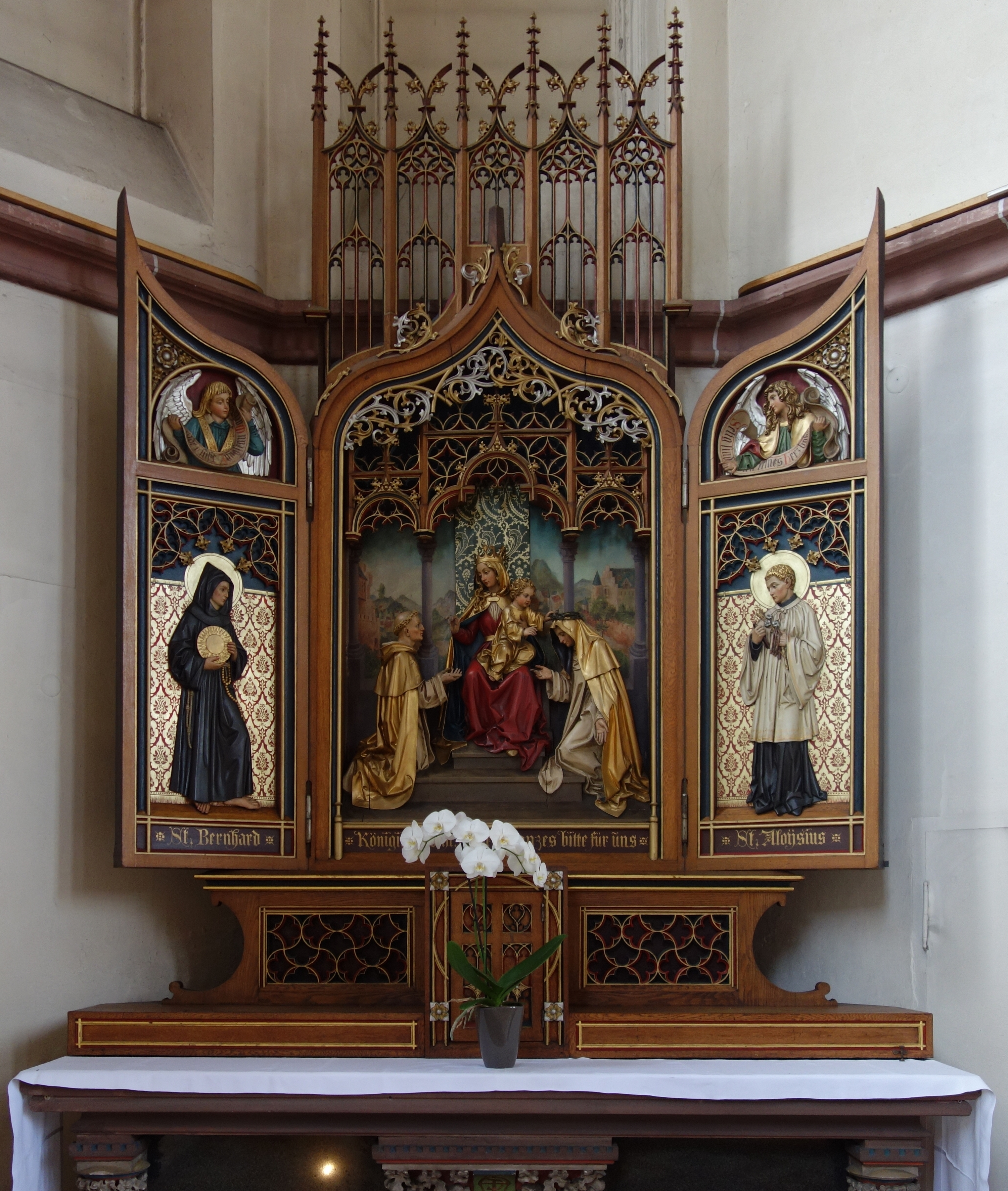
Linker Seitenaltar
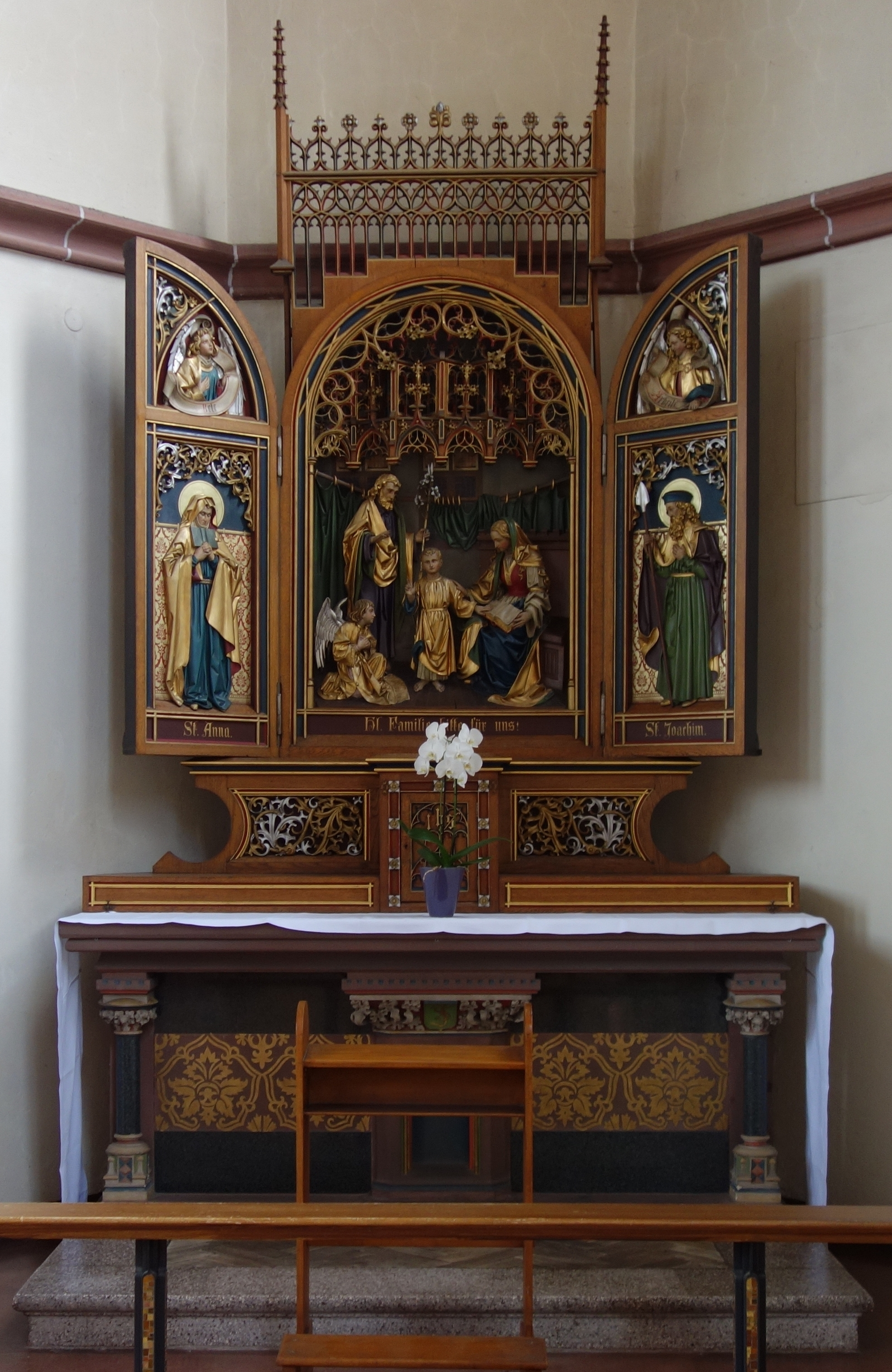
Rechter Seitenaltar
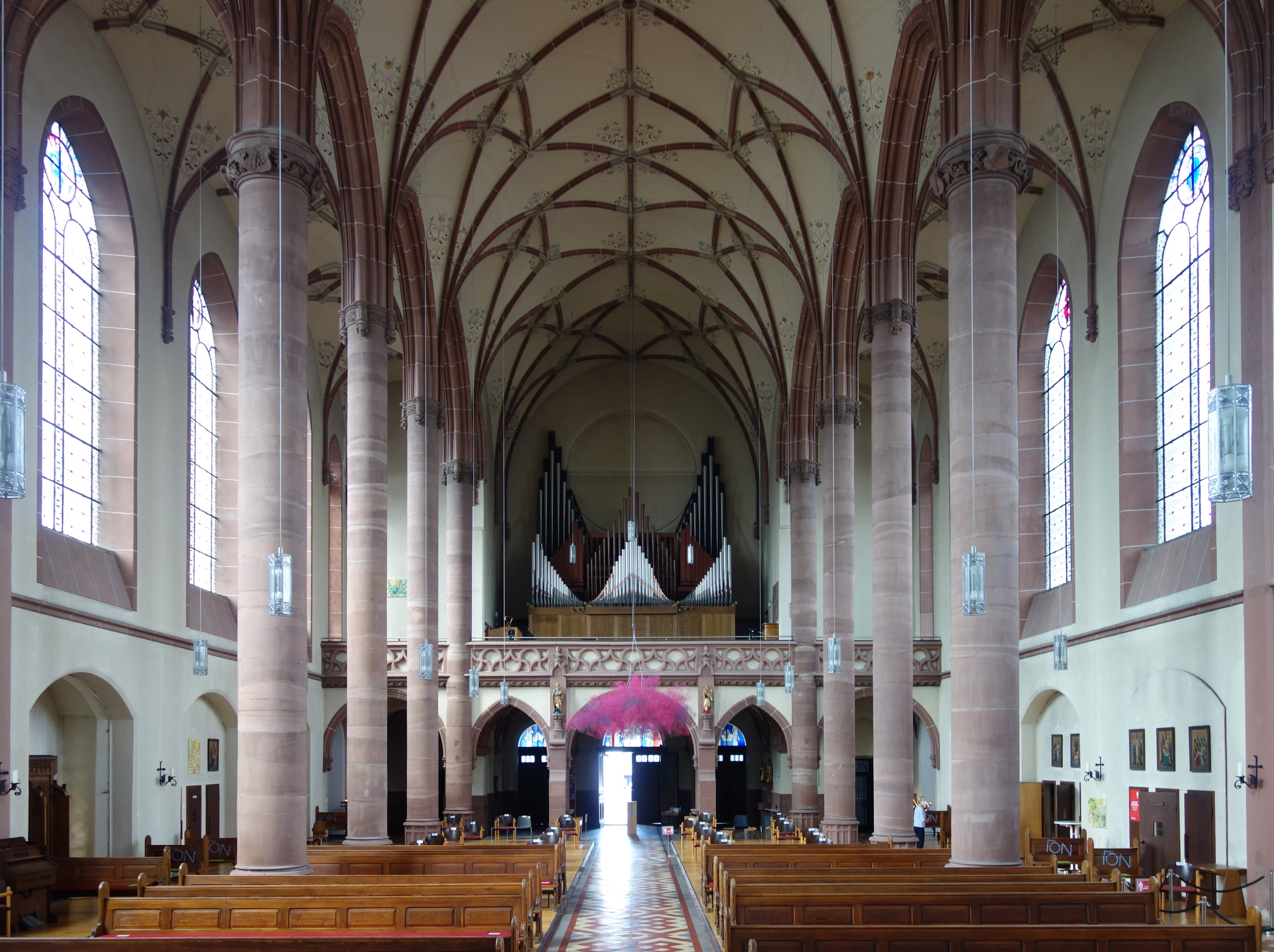
Blick auf die Orgel